# Lutomiersk
Lutomiersk (deutsch Lutomiersk, 1943–1945 Nertal) ist eine Stadt und Sitz der gleichnamigen Gemeinde im Powiat Pabianicki der Woiwodschaft Łódź, Polen. Zum 1. Januar 2022 erhielt Lutomiersk sein Stadtrecht wieder, das es bereits 1274–1870 hatte.

## Geographie
Der Fluss Ner fließt durch den Ort und mündet in die Warthe.

## Gemeinde
Zur Stadt-und-Land-Gemeinde (gmina miejsko-wiejska) Lutomiersk gehören 31 Ortschaften mit einem Schulzenamt.